# Vehicle d'hidrogen

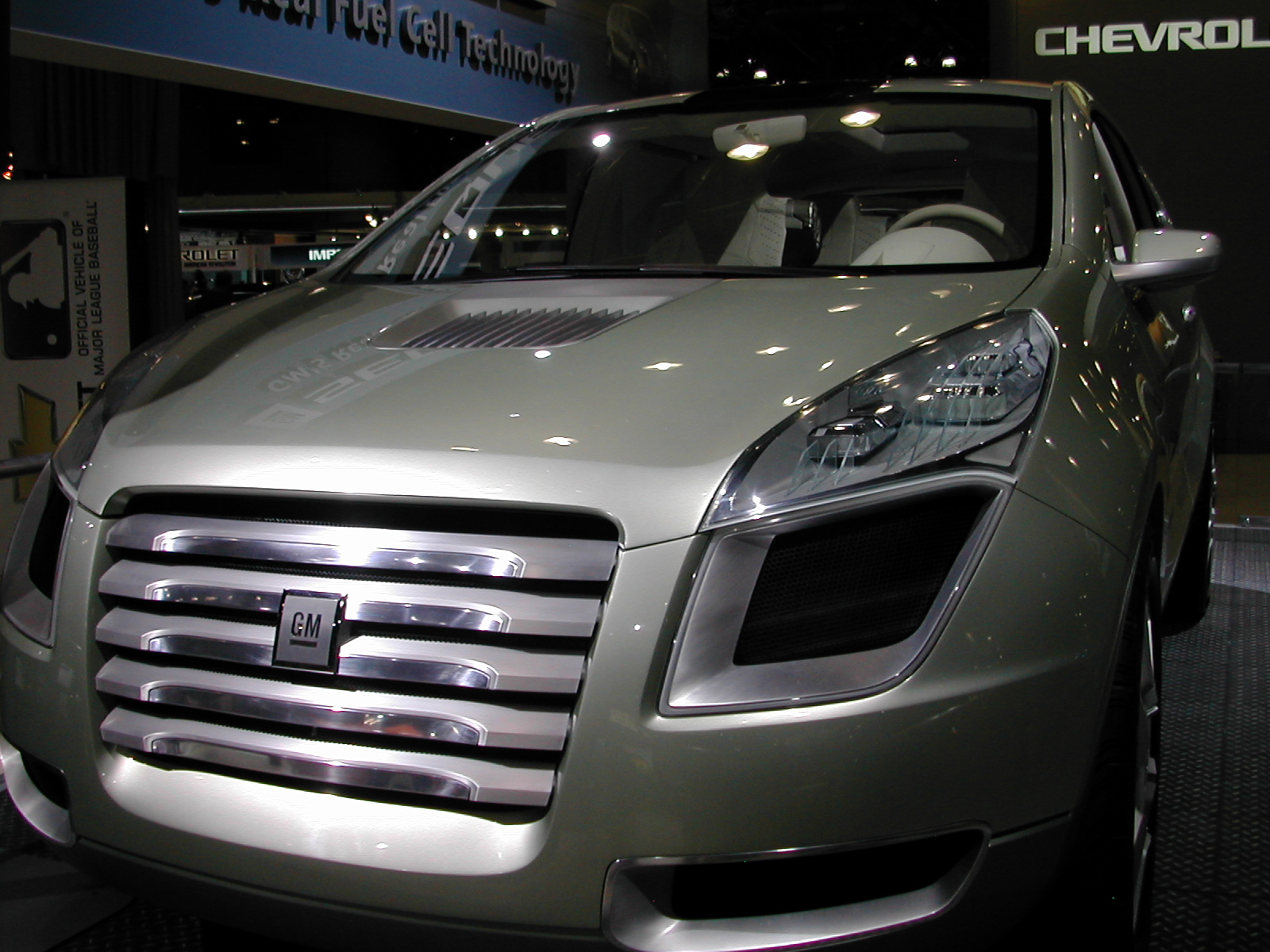
Un vehicle mogut per pila d'hidrogen de General Motors

Un vehicle d'hidrogen és un automòbil que utilitza hidrogen com a font primària de potència per a la locomoció. Aquests cotxes utilitzen generalment l'hidrogen mitjançant un d'aquests dos mètodes: combustió o conversió de pila de combustible. En la combustió, es "crema" l'hidrogen als motors, fonamentalment de la mateixa forma que als vehicles tradicionals de gasolina. En la conversió de pila de combustible, l'hidrogen es converteix en electricitat a través de piles de combustible que mouen motors elèctrics. Amb ambdós mètodes, el subproducte principal de l'hidrogen consumit és aigua que addicionalment pot també moure una microturbina (vegeu cotxe de vapor).

## Fabricants i models d'automòbils d'hidrogen
- BMW — 7 sèries.
- DaimlerChrysler — F-Cell, basat en Mercedes-Benz Clase-A.
- Ford Motor Company - Ford Focus FCV
- General Motors — Hy-wire i l'HydroGen3
- Honda - Honda EV Plus
- Hyundai Motor Company — Santa Fe FCEV, basat en la tecnologia UTC Power
- Mazda - RX-8, amb un motor de rotació de combustible-dual (hidrogen o gasolina)
- Nissan — X-TRAIL FCV, basat en UTC Power